# Mouse Rage Syndrome
Als Mouse Rage Syndrome (dt. Maus-Wut-Syndrom) werden Stress-Symptome bezeichnet, die bei PC-Benutzern angeblich durch schlecht aufgebaute Websites hervorgerufen werden können. Dieser Begriff wurde 2005 in einer Studie des britischen Social Issues Research Center erstmals verwendet. Es handelt sich nicht um einen medizinischen Begriff.
Die Studie wurde von dem britischen Web-Hosting-Unternehmen Rackspace in Auftrag gegeben. Ihr liegen Befragungen von 2500 Probanden zugrunde. Den Probanden wurde zuerst eine „perfekte“ Website gezeigt. Anschließend wurden schlecht designte Seiten vorgeführt. Die meisten Probanden zeigten angeblich daraufhin ausgeprägte Zeichen von Stress, Bluthochdruck, wütendes Mausklicken und starkes Schwitzen. Die Symptome werden demnach durch langsame und unübersichtliche Websites, nicht verfügbare Dienste, Pop-ups oder Werbebanner hervorgerufen.